# Chłodny Jar (wiersz)

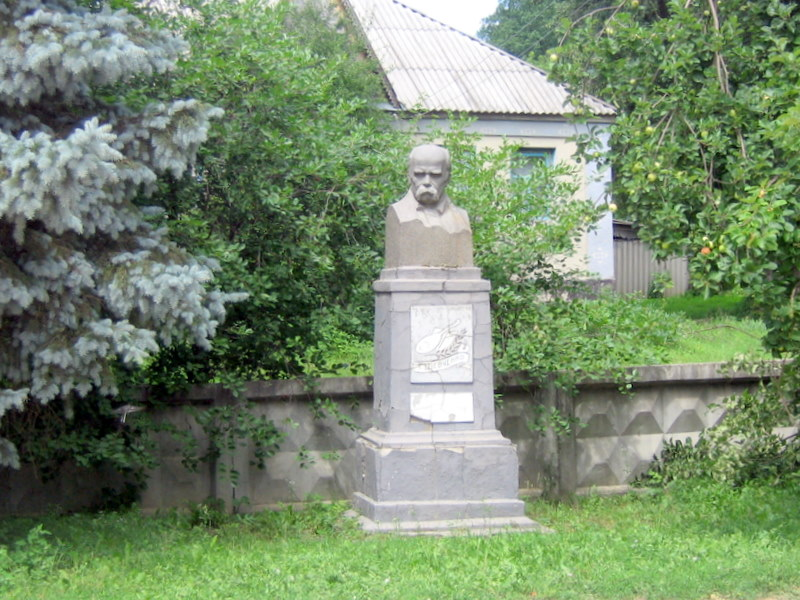
Pomnik Tarasa Szewczenki na terenie Chłodnego Jaru

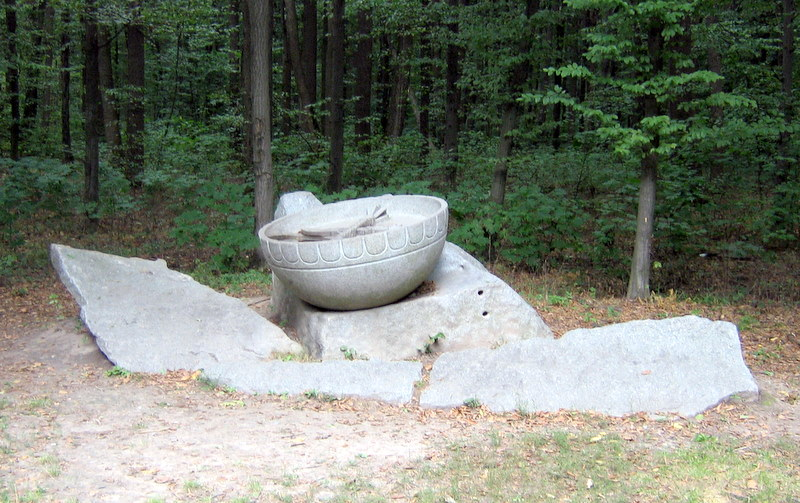
Rzeźba przedstawiająca bęben kozacki na dawnym miejscu spotkań uczestników koliszczyzny w Chłodnym Jarze

Chłodny Jar (oryg. ukr. Холодний Яр, Chołodnyj Jar) – wiersz Tarasa Szewczenki ze zbioru Trzy lata. Po raz pierwszy opublikowany w 1859 w Lipsku w zbiorowym wydaniu dzieł Aleksandra Puszkina i nowszych utworów Tarasa Szewczenki. 

## Okoliczności powstania utworu
Podobnie jak Do umarłych i żywych i nienarodzonych rodaków moich na Ukrainie i nie na Ukrainie list mój przyjacielski, wiersz Chłodny Jar powstał w czasie pobytu Szewczenki w majątku Wjunyszcze, u byłego dekabrysty Samojłowa. Miał stanowić rozwinięcie i uzupełnienie refleksji poety nt. historii i teraźniejszości Ukrainy, jakie zawarł w wymienionym wyżej utworze. Dzieło ma również charakter polemiczny. Szewczenko znał współczesne mu prace historyków nieprzychylne wobec koliszczyzny i innych powstań kozackich, traktujące te wydarzenia jako zwykłe bandyckie rozruchy. Ilekroć w jego obecności była wygłaszana podobna opinia, był osobiście oburzony. W Chłodnym Jarze cytuje analogiczną ocenę koliszczyzny wyrażoną przez Apollona Skałkowskiego i polemizuje z nią. 
Chłodny Jar datowany jest na 17 grudnia 1845. 

## Treść
Podobnie jak Do umarłych i żywych..., wiersz rozpoczyna się konstatacją, iż poeta udręczony jest myślą o przeszłości i teraźniejszości swojej ojczyzny. Symbolem jej dawnych dziejów i obecnej niewoli staje się Chłodny Jar w pobliżu Czehrynia – miejsce spotkań uczestników koliszczyzny. Poeta wspomina czasy, gdy w jarze spotykali się hajdamacy udający się do walki z polską szlachtą, aby zemścić się za poniesione z jej rąk krzywdy. Stwierdza następnie, że obecnie Chłodny Jar stał się miejscem całkowicie niedostępnym, dawna ścieżka przez las została zarośnięta. Zastanawia się, czy taki stan rzeczy jest efektem celowych działań bogatej warstwy Ukraińców, by uniemożliwić chłopom nowy bunt przeciwko "nowym ludobójcom". Konstatuje następnie, że tego typu metody i tak nie powstrzymają przyszłej rewolucji społecznej, która musi wybuchnąć, jeśli nie zmieni się postawa ukraińskich elit. Piętnuje ich porzucenie sprawy narodowej na rzecz lojalności wobec okrutnego cara, którego porównuje do Nerona. Zapowiada wreszcie, że przyszłego powstania nie powstrzyma nawet fałszowanie historii i przedstawianie powstań kozackich jako bandyckich rozruchów bez programu politycznego. Twierdzi, że przywódcy koliszczyzny walczyli o respektowanie praw zwykłych ludzi, a ich idee – mimo klęski ruchu – przetrwały. 

## Cechy utworu
Chłodny Jar stanowi uzupełnienie przesłania historycznego zawartego w Do umarłych i żywych..., a także Wielkim Lochu i Stoi we wsi Subotowie. Szewczenko po raz kolejny występuje w utworze z ostrą krytyką wykształconych, zamożnych warstw narodu ukraińskiego, które nie tylko nie chcą angażować się w walkę narodowowyzwoleńczą, ale wręcz dystansują się od większości narodu (chłopów) i starają się zapewnić sobie wygodne życie w państwie carskim. Dzieło podkreśla żywotność ukraińskiej historii i tradycji – wspomina nazwiska Iwana Gonty i Maksyma Żeleźniaka, którzy nadal żyją w pamięci ludowej mimo nieprzychylnej ich oceny w pracach oficjalnie poważanych historyków. Stanowi przedłużenie ostrzeżenia zawartego w Do umarłych i żywych... – jeśli panowie feudalni w dalszym ciągu będą uciskali należących do nich chłopów, efektem może być krwawy bunt o nieprzewidywalnych konsekwencjach. To oni – nazywani chciwcami, krukami i ludobójcami – są przyczyną nieszczęść Ukrainy. Tymi natomiast, którzy walczyli o jej wolność, jawią się zbuntowani Kozacy i chłopi. Szewczenko podkreśla w ten sposób swój szacunek wobec minionych wystąpień kozackich, który zachował, mimo faktu, że w dojrzałym okresie twórczości odszedł od dawnej idealizacji Kozaczyzny (jaką reprezentował np. młodzieńczy poemat Iwan Pidkowa). 